# 北美美洲石鱥
北美美洲石鱥（學名：Lythrurus alegnotus）為輻鰭魚綱鯉形目雅羅魚科的其中一種，被IUCN列為近危保育類動物，分布於北美洲美國阿拉巴馬州黑勇士河流域，本魚體延長且側扁，大眼睛、深色的嘴唇和下巴，體上半部有深色條紋和圓點，呈淺橄欖色，側面有深色條帶，體長約7.5公分，繁殖中的雄性有紅色的鰭，棲息在沙石底質的小溪流或深潭，生活習性不明，因棲地水質汙染及採礦而受威脅。